# Plecoptera dicyma
Plecoptera dicyma är en fjärilsart som beskrevs av George Francis Hampson. Plecoptera dicyma ingår i släktet Plecoptera och familjen nattflyn. Inga underarter finns listade i Catalogue of Life.